# Бучацька державна гімназія
Бучацька гімназія — державний навчальний заклад у місті Бучачі часів Австро-Угорщини та Польської Республіки.

## Відомості

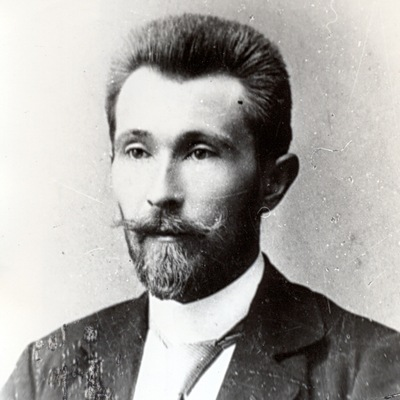
Володимир Гнатюк

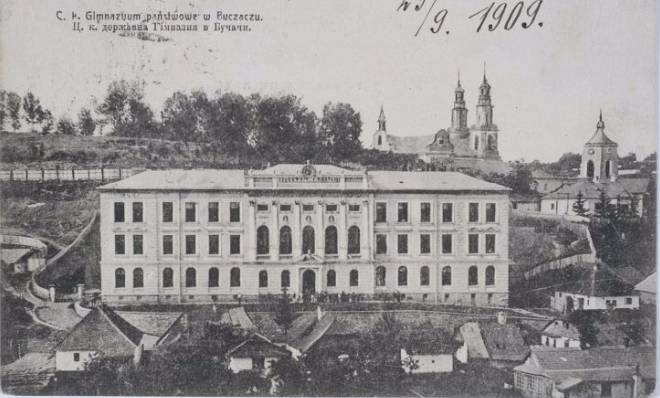
Знімок близько 1909 року

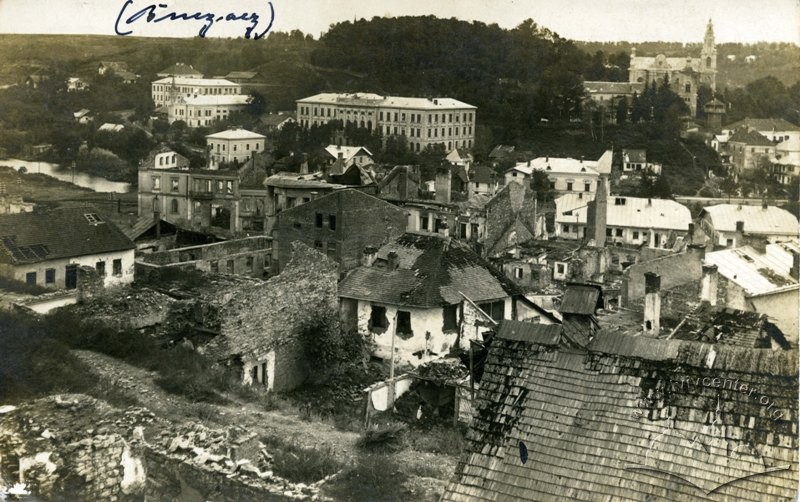

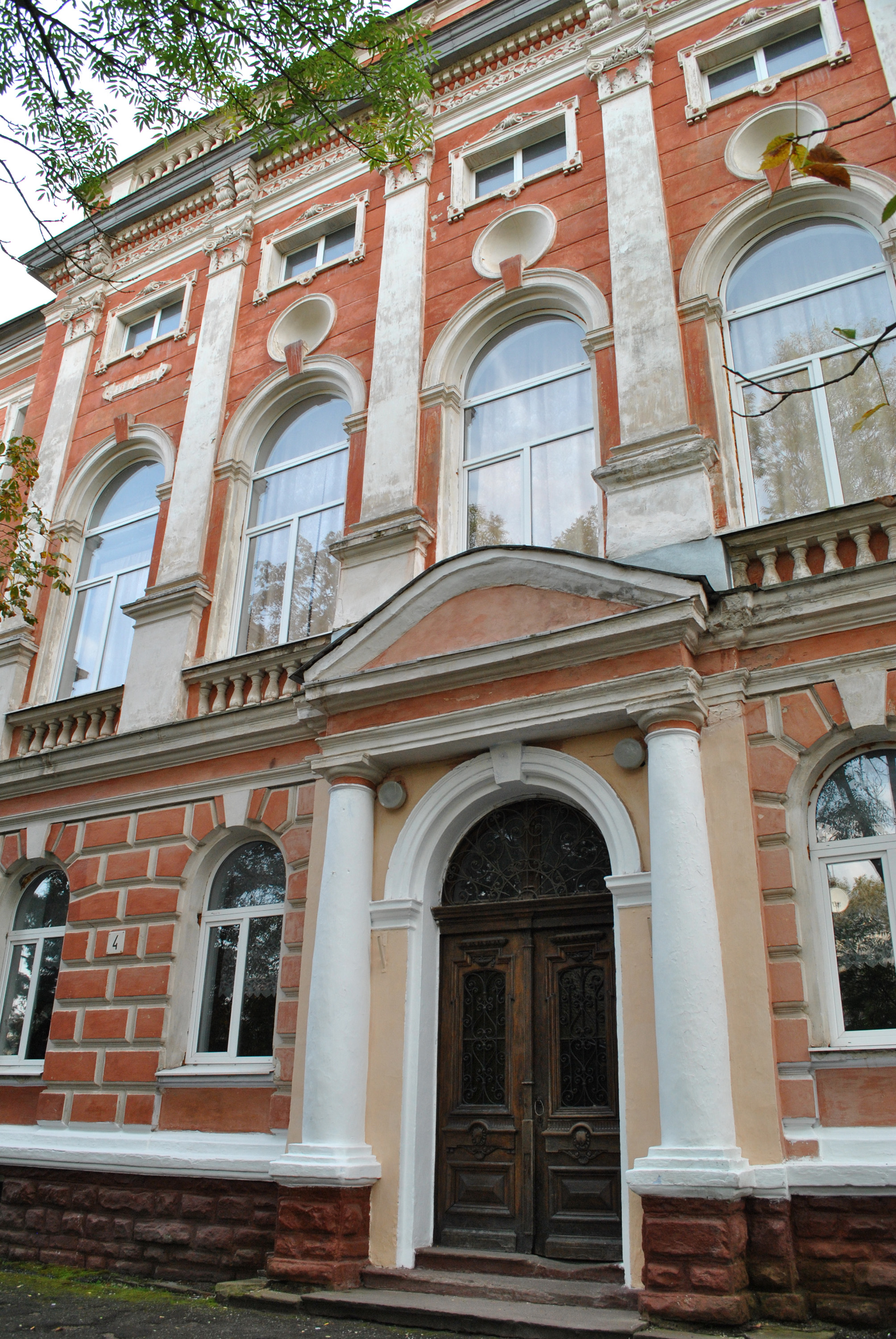
Круглі ніші для погрудь Словацького, Міцкевича, Красінського

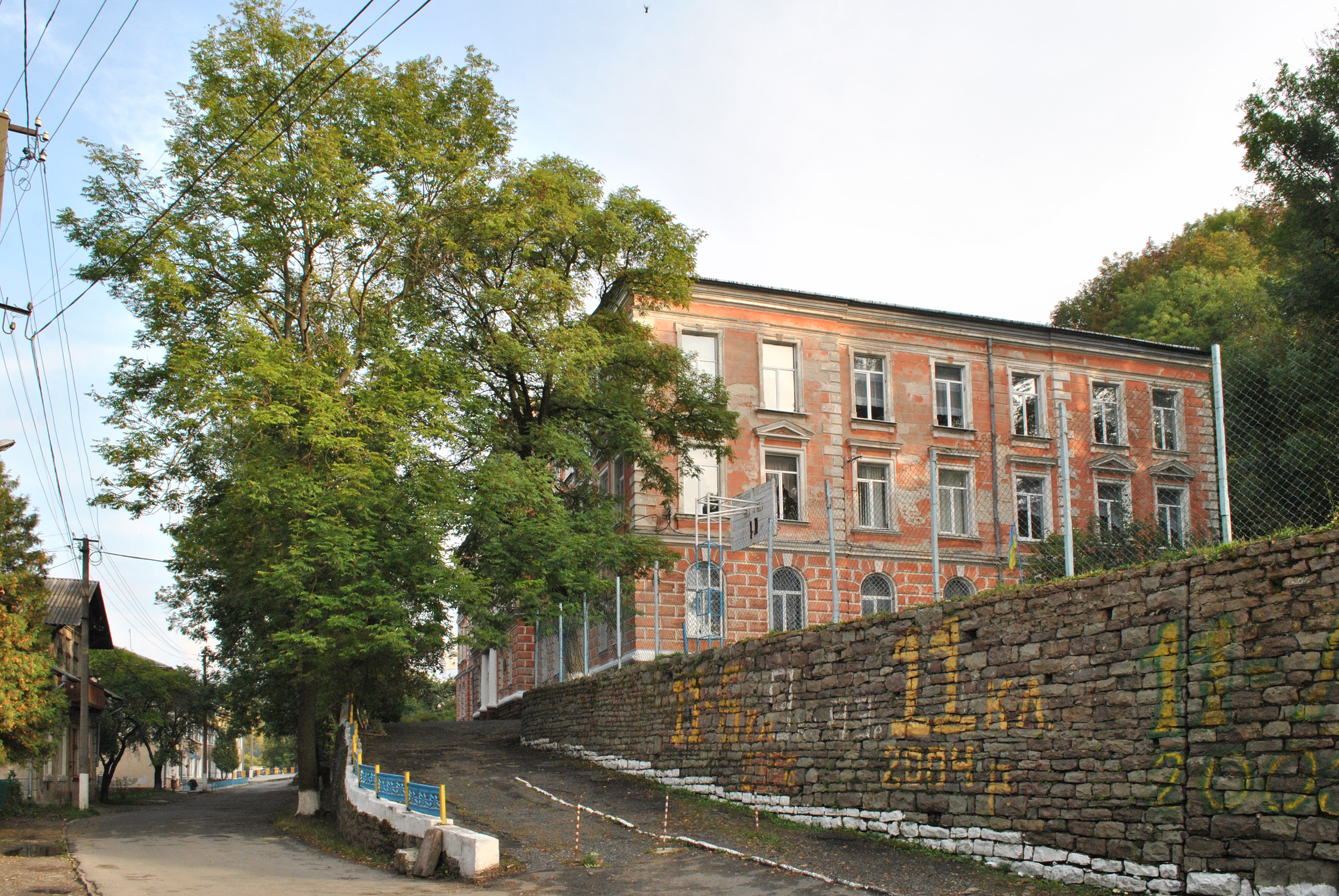

У листі Міністерства освіти Австро-Угорщини від 18 січня 1892 року йшлось про рішення відкрити 1 вересня 1893 року в Бучачі гімназію.
Щоправда, рішенням сейму її було відкрито у Коломиї, «невдахою» став також Чортків.
Спочатку мала бути утраквістичною (двомовною) — з викладанням українською та польською мовами. Але через тиск поляків, недбальство тодішніх очільників галицьких українців, національну несвідомість оо. василіян, які віддали Бучацьку цісарсько-королівську школу «K. K. Kreishauptschule», рішення міської ради з юдейською більшістю, яка хотіла, щоб їх діти ставали «поляками мойзешовеґо визнання», постала як державна гімназія. За одними відомостями, гімназистів навчали польською мовою. За іншими — також німецькою.
З навчального року 1893/94 діяла як нижча державна гімназія.
Діяла в новозбудованому приміщенні (за даними бучачанина-емігранта Івана Бобика, споруджена у 1897—1898 роках, нині на фасаді помітні два числа, одне з яких — 1898). Будівництву та заснуванню гімназії, зокрема, сприяв дідич Золотого Потоку Влодзімєж Іполіт Ґнєвош. На другому поверсі була каплиця (т. зв. авлея), в якій відправлялись богослужіння суто для учнів.
7 січня 1899 року намісник Леон Пінінський відправив телеграму повітовому старості, в якій висловив побажання, щоб урочисте відкриття та освячення гімназії відбулось за його участи 10 січня. Серед гостей урочистостей були: греко- і римо-католицький парохи Теляковський і Громницький, посол до Державної ради від повіту барон Мар'ян Блажовський, повітовий віце-маршалок д-р Едвард Кшижановський, Ян Болоз Антоневич, шамбеляни Еміль Потоцький, Францішек Городиський, Артур Заремба-Целецький, керівник християнської гміни Антоній Левицький, бурмістр Беріш Штерн.
У 1899 році посвятили та урочисто відкрили пам'ятну дошку Янові Оберцу (1834—1899, ц.-к. капітан крайової оборони), який записав для потреб гімназії свій маєток бл. 50000 золотих ринських.
Свого часу на фасаді будівлі були погруддя трьох польських поетів, яких поляки вважають провісниками: Юліуша Словацького, Адама Міцкевича, Зиґмунта Красінського.
Багато українців не хотіли віддавати сюди дітей навчатись через полонізацію.
Згідно приписів, учні повинні були мати однострій:
- темної синьої барви штани (дозволялись чорні),
- темно-червону блюзу (піджак) зі стоячим ковніром, на якому з обох сторін були нашиті паски (для 4-х перших (нижчих) класів посріблені, для вищих позолочені); кількість залежала від класу (від 1 до 4)
- тверду стоячу шапку кольору блюзи з дашком, над яким посередині знаходилась позолочена чи посрібнена буква G (в українських гімназіях буква Ґ була кириличною).[15]

В останні роки польської окупації, як і тодішній Бучацький ліцей, була коедукаційною — тобто разом навчались хлопці, дівчата.
За спогадами колишнього учня Ярослава Сороки, у 1939 році плата за навчання складала 210 злотих.
З приходом радянської влади гімназію було закрито, а на її базі створено середню школу, яка проіснувала до 1941 року.
У час німецької окупації у приміщенні діяла вчительська семінарія та торговельна школа, яку згодом переобладнали під військову лікарню. Навчання в школі було поновлено в 1945. Тривалий час школа була єдиною десятирічкою у місті.У 1971 році Рада Міністрів УРСР постановою № 203 від 07.05.1971 року за пропозицією Тернопільського облвиконкому Бучацькій середній гімназії №1 присвоїла ім'я академіка Академії наук УРСР Володимира Михайловича Гнатюка.
Сьогодні це — Бучацька гімназія імені Володимира Гнатюка.

## Будівля, проєкт, архітектори
У 1895 році гміна розпочала будувати нове приміщення, взявши позику 70000 золотих ринських та отримавши субвенцію 20000. План будинку затвердило Міністерство освіти. Однак цих коштів вистачило тільки на будівництво «коробки». За розрахунками керівника будівництва — ціс.-кор. ад'юнкта будівництва Адама Топольницького — треба було ще 60000 золотих ринських. Ці кошти гміна не могла позичити, тому на початку 1896 року будівництво призупинилось. Тому гміна вирішила продати незавершену будівлю державі, яка й виділила кошти на закінчення робіт, які тривали до кінця 1898 року.
15 грудня 1899 року обидва парохи Бучача, яким допомагали катехити двох обрядів, посвятили гімназійну каплицю.
За даними польських дослідників, авторами проєкту були львівські архітектори Іполіт Слівінський і Тадеуш Мостовський, за даними українських джерел — архітектори Топольницький та Джованні Батіста Феррарі.
Після першої світової польський уряд віддав 6 кімнат для користування повітовому староству.
Зазнала пошкоджень під час німецько-радянської війни. Була відновлена (але не у відповідності з первинним виглядом) на початку 1950-х років.

## Відомі люди

### Викладачі
- Володимир Масляк
- Василь Винар
- Никифор Даниш
- Лушпинський Платон Леонтійович
- катехит о. А. Добрянський
- Осип Залеський
- о. Іван Терешкун[22]
- Людвік Млинек

### Учні
- Балюк Іван
- Барановський Євген
- Барановський Роман
- Боднарук Іван
- Візенталь Симон
- Гаврилишин Богдан-Володимир
- Гузар Михайло
- Ґембарович Мечислав
- Данилів Теодор-Тадей
- Джиджора Іван
- Кизимович Марія
- Кисілевський Богдан
- Кізюк Корнило
- Когут Осип
- Король Антін
- Косарчин Ярослав-Василь
- Кучер Володимир
- Ласовський Володимир
- Лоґуш Омелян[23]
- Луців Володимир
- Луцький Остап
- Масляк Степан
- Мідюн Корнило[24]
- Назарук Осип
- Нестайко Юліян
- Німчук Іван
- Носковський Зенон
- Носковський Роман
- Опольський Антоні[25]
- Попель Іван
- Рінґельблюм Емануель
- Свістель Франц
- Скрутень Йосафат (Іван)
- Федорончук Василь[23]
- Шкамбара Осип Михайло
- Шпитковський Іван-Юліян[26][27]
- Яворський Олекса[28]

### Директори
- Ф. Зих (польський шовініст), перед цим працював у Дрогобицькій державній гімназії імені Франца Йосифа I,[29][30][31] був членом міської ради в Дрогобичі в 1893—1894 роках.[32][33]
- Тадеуш Позняк (зокрема, у 1932—1933 роках)[34]
- Ян Шайтер — поляк з Сілезії, був у останні роки перед ІІ-ю світовою[35]